# Carlos Peres
Carlos Peres, (Almada, 1 de novembro de 1959), é um músico e compositor português que se notabilizou como baixista na banda de rock UHF, na primeira metade da década de oitenta.
Foi com 17 anos que Peres teve o primeiro contacto com o meio musical ao formar a banda de covers Purple Legion com o seu amigo António Manuel Ribeiro. Em busca de um projeto mais consistente fundou os UHF, em 1978, juntamente com António Manuel Ribeiro, Renato Gomes e Américo Manuel, após vários encontros no Café Central de Almada. Apreciador da cultura punk, que despontava em Inglaterra e nos Estados Unidos no final da década de setenta, Peres foi influenciado pelo punk rock, estilo musical baseado no poder da redução do rock aos dois ou três acordes essenciais e que marcou a sonoridade dos UHF no início da carreira.
Deixou os UHF em 1983 por desentendimentos com os elementos do grupo, para depois seguir a profissão de funcionário público.
Durante a carreira de baixista, e enquanto membro integrante dos UHF, obteve alguns prémios e conquistou um disco de ouro e dois de prata que passaram pelo primeiro lugar na tabela nacional de vendas.

## Biografia e carreira

### Juventude e o sucesso norockportuguês

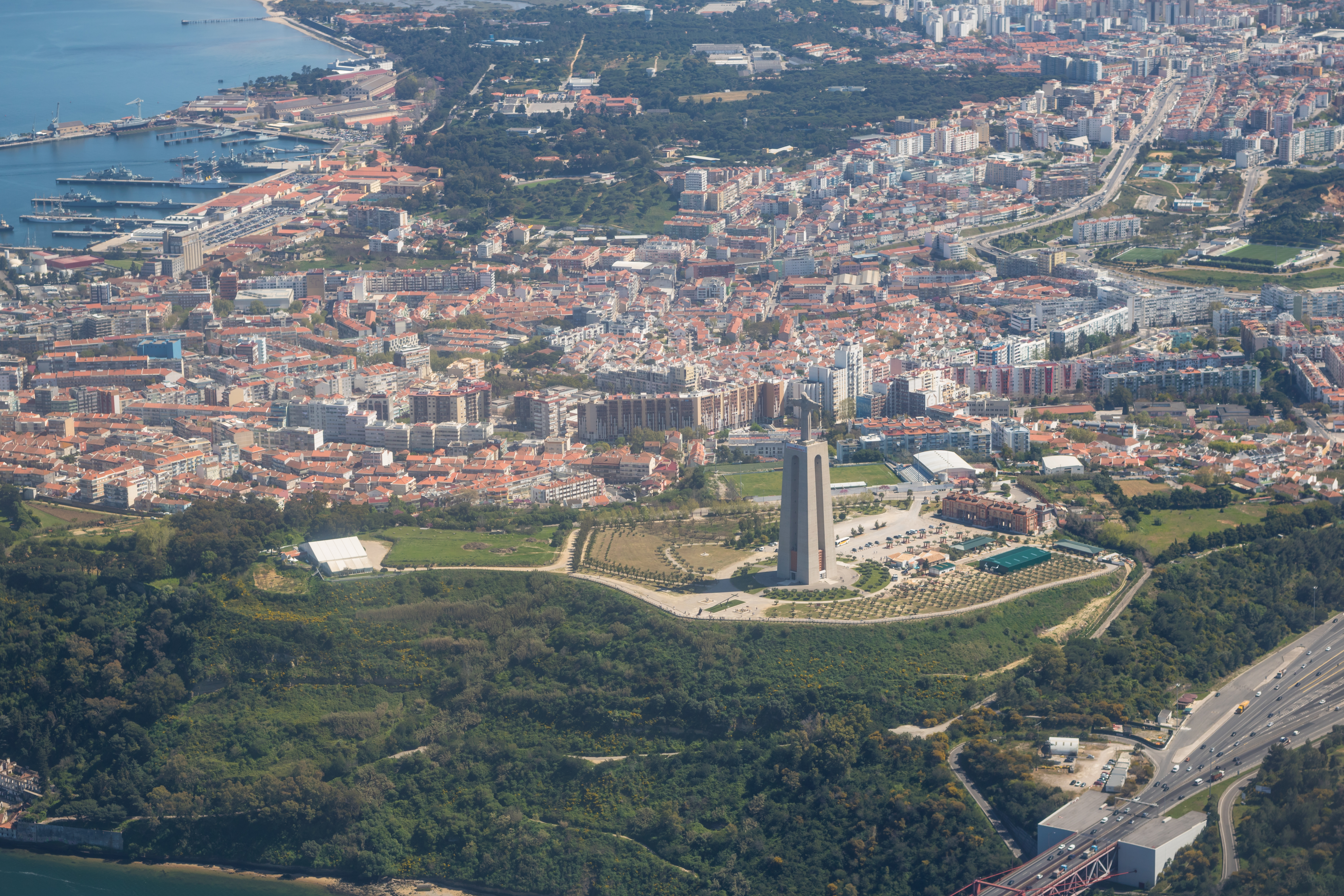
Almada, terra natal de Carlos Peres

Carlos Peres nasceu em Almada, no distrito de Setúbal, e iniciou a atividade musical na adolescência como baixista na efémera banda de covers Purple Legion, em que também figuravam António Manuel Ribeiro e Alfredo Antunes, atuando no circuito de bailes em Almada. No final de 1977, Alfredo abandonou o grupo para formar pouco tempo depois os IODO, e o baterista Américo Manuel juntou-se a Peres e a Ribeiro para iniciarem as ambicionadas composições de autor. Alteraram o nome da banda para À Flor da Pele e depois, já com Renato Gomes na guitarra, para UHF, após vários encontros no Café Central de Almada, como recordou Peres: "O António convidou-me para aparecer nos primeiros ensaios e eu até nem fui o primeiro baixista. Havia um tipo chamado Tó Pragana, se não me engano, mas faltava muito aos ensaios e eu acabei por ficar. Depois, foi preciso um guitarrista e eu lembrei-me de um amigo meu que dava uns toques era o Renato Gomes." Peres recorda que os UHF foram constituídos sem recurso a anúncios no placard da escola nem com apelos nos classificados dos jornais.
O espírito empreendedor dos UHF era tal que, perante a dificuldade em encontrar locais para tocarem em Almada, organizaram uma série de eventos num local perto do rio Tejo, chamado Canecão, como lembrou Peres: "Começámos a organizar concertos no Canecão, no sentido de dinamizar a zona. Fizemos lá concertos durante um ano e tal, em 78 e 79 com muitas bandas convidadas. O Mário Dimas era então o nosso manager."
Os UHF na altura fabricavam o que não havia e isso não se limitava a objectos. Além de sistemas de luz e som artesanais, copiados de fotos de revistas, os UHF também ajudaram a construir um circuito e um mercado que não existia. Hoje estou à frente de uma empresa com muitos artistas, e já trabalhei com muita gente, mas não voltei a encontrar o espírito de sacrifício e de entrega que reconhecia nos UHF. As bandas novas querem resultados imediatos e não estão para batalhar por uma carreira, que foi o que os UHF fizeram, eles inventaram uma carreira.— Mário Dimas, primeiro manager dos UHF, em entrevista à Blitz em 2007.
 Após um ano de ensaios atravessaram o rio Tejo para mostrar a sua música, influenciada pelo punk mas cantado em português. A estreia em palco aconteceu no início de novembro de 1978, no Bar É, em Lisboa, fazendo a primeira parte dos Faíscas e a 18 de novembro aconteceu o segundo concerto, na Browns, uma discoteca localizada no bairro de Alvalade, em que atuaram antes dos Aqui d’el-Rock. Foi o concretizar de um sonho para o jovem quarteto almadense, composto por Carlos Peres (baixo), Américo Manuel (bateria), Renato Gomes (guitarra) e António Manuel Ribeiro (guitarra e voz).
Peres foi influenciado punk rock, pois tinha trazido vários discos de Londres que visitou no âmbito de uma viagem de finalistas, e os UHF aproveitaram esse entusiasmo para seguir a música de uma forma mais séria. Sob essa influência a banda começou a gravar as primeiras maquetas. Peres e os jovens músicos da sua geração viveram na primeira pessoa as mudanças na sociedade portuguesa do pós-25 de Abril que funcionou como um catalisador de vontades, de reivindicações e de manifestações, e nesse âmbito foi favorável ao eclodir das primeiras manifestações punks em Portugal. Mostraram que era possível, também no seu país, fazer música de rua utilizando apenas duas guitarras, uma bateria e um microfone. O movimento punk era caracterizado pelo princípio de autonomia do 'faça-você-mesmo', com um estilo baseado na música, roupa e comportamento, sobretudo de rebeldia contra o sistema. Os UHF tornaram-se rapidamente uma banda de palco, os quatro rapazes abordavam temas da atualidade da época, como a violência policial, toxicodependência ou a prostituição e a forma visceral como os cantavam e tocavam levou-os rapidamente a entrar em estúdio. A primeira vez aconteceu na primavera de 1979 nos estúdios da Metro-Som, sem contrato assinado, de que resultou na gravação do extended play Jorge Morreu,[carece de fontes?] composto por três canções de intervenção: o tema homónimo, “Caçada” e “Aquela Maria”. O disco não teve sucesso comercial nem reconhecimento mediático, uma vez que a Metro-Som não investia na promoção do seu catálogo discográfico.
Em 1980, celebraram contrato com a Valentim de Carvalho que editou o single "Cavalos de Corrida",[carece de fontes?] tema que já era conhecido antes do lançamento e que impulsionou o boom do rock em Portugal, juntamente com "Chico Fininho" de Rui Veloso. Sem se aperceberem os UHF estavam a fundar o movimento de renovação musical denominado 'rock português', para o qual também contribuiu a abertura das rádios ao rock cantado em português. Mas foi com o primeiro álbum de estúdio À Flor da Pele, em 1981,[carece de fontes?] a confirmação que os UHF não eram um acaso e que algo mudara na música portuguesa, com o nascimento de novas bandas, músicos, autores, público identificado e indústria rock estabelecida. Em fevereiro de 1982 lançaram o álbum Estou de Passagem,[carece de fontes?] em que Carlos Peres assume a vocalização principal no tema de intervenção "Notícias de El Salvador", que fala da guerra civil, entre 1980 e 1982, que devastou esse país da América do Sul.
Descontentes com a pouca atenção que a editora Valentim de Carvalho dava ao protagonismo conquistado, os UHF decidiram quebrar o contrato de cinco anos e mudaram-se para a Rádio Triunfo, numa transferência que cobriu as manchetes dos jornais na época, a primeira em Portugal a envolver uma grande editora. Peres sentiu-se incomodado com a precipitada decisão, que apesar de submetida a votação não fora tomada por unanimidade e que causou desconforto na banda. Em outubro de 1982 lançaram Persona Non Grata, o terceiro álbum de estúdio e o mais ferozmente rock, escrito ao longo desse verão quente e agitado.

### Abandono da carreira e outras participações
Após a gravação do disco, Ares e Bares de Fronteira, em 1983, Carlos Peres anunciou a saída da banda e no decorrer da digressão realizou o último concerto no dia 29 de outubro de 1983, no Porto. Saturado dos palcos e da vida na estrada a sua saída deveu-se também, por um lado, ao desconforto causado pela precipitada decisão da mudança de editora e, por outro, pela fotografia na capa do disco Persona Non Grata em que António Manuel Ribeiro aparece isolado alimentando a especulação de ser uma foto promocional para uma futura carreira a solo; Suspeita que nunca se confirmou. Após o abandono da profissão de músico, tornou-se funcionário público.
Em 1990, a editora Edisom convidou Peres para se juntar aos também ex membros Renato Gomes e Zé Carvalho para participarem na gravação de quatro temas ao lado de António Manuel Ribeiro no segundo álbum ao vivo dos UHF Julho, 13. Tocaram os clássicos "Cavalos de Corrida", "Concerto", "Rapaz Caleidoscópio" e "Geraldine" não ficando, este último, integrado no alinhamento do álbum. Peres ainda tocou dois temas com os UHF, em 1999, juntamente com Renato, num concerto na Praça Sony, em Lisboa, em que a banda comemorou o vigésimo aniversário da gravação do primeiro disco Jorge Morreu. Em 1992, António Manuel Ribeiro fez questão de convidar o amigo, e antigo colega da banda, para tocar baixo em seis temas no seu primeiro álbum a solo Pálidos Olhos Azuis. A 25 de agosto de 2017 saiu com a revista Blitz a coletânea dos UHF Almada 79,[carece de fontes?] que revela as primeiras maquetas do rock português registadas em 1979, antes do boom, do sucesso e das vendas discográficas, e são as primeiras versões de algumas canções que notabilizaram a banda. Peres é co-autor dos temas "Concerto", "Há Quem Diga", "Deste Lado do Rio" e "Tempo Quente".

## Discografia
| Com os UHF - Jorge Morreu (EP, 1979)[carece de fontes?] - "Cavalos de Corrida" (Single, 1980)[carece de fontes?] - À Flor da Pele (LP, 1981)[carece de fontes?] - Estou de Passagem (Mini LP, 1982)[carece de fontes?] - Persona Non Grata (LP, 1982) - Ares e Bares de Fronteira (Mini LP, 1983) | Como convidado - Julho, 13 (LP UHF, 1990) - Pálidos Olhos Azuis (CD António Manuel Ribeiro, 1992)[carece de fontes?] |

## Reconhecimento
Carlos Peres registou no seu curriculo alguns prémios importantes. "Cavalos de Corrida" (1980) foi o primeiro single de rock cantado em português a conquistar um galardão – disco de prata – pela venda de mais de 30 mil exemplares com passagem pelo primeiro lugar na tabela de vendas. O álbum À Flor da Pele (1981), com três temas compostos por Peres em parceria com António Manuel Ribeiro ("Rola Roleta", "Geraldine" e "Ébrios") vendeu mais de 30 mil unidades e conquistou o disco de ouro, mantendo-se por várias semanas no primeiro lugar. O álbum é considerado a 'Bíblia do rock português' e é uma referência para novas bandas. No álbum Estou de Passagem (1982) o baixista compôs com Ribeiro os temas "Concerto" e "Notícias de El Salvador" obtendo o disco de prata, enquanto que no álbum Persona Non Grata (1982) o baixista não contribuiu com temas da sua autoria, tendo o disco passado brevemente pelo primeiro lugar na tabela, num ano em que a banda somou 86 concertos.
Peres e os seus colegas dos UHF receberam o prestigiado "Prémio da Imprensa", na categoria "Melhor agrupamento rock", pela venda de mais de 100 mil discos e a realização de 134 concertos num só ano, registo que foi imbatível em Portugal, em 1981. Carlos Peres é considerado pela crítica musical como um dos melhores baixistas portugueses da sua geração.